# Ljestve
Ljestve su vrsta jednostavnog alata koji omogućuje pristup na viša ili niža područja. Sastoje se od dviju dugih letava, koje su povezane poprečnim prečkama na određenoj udaljenosti. Ljestve se mogu nasloniti uz zid, ili drugi predmet pod kutem. Ljestve su najčešće napravljene od drva, no moderne ljestve su od željeza. 